# V456 Большой Медведицы
V456 Большой Медведицы (лат. V456 Ursae Majoris) — двойная затменная переменная звезда типа W Большой Медведицы (EW) в созвездии Большой Медведицы на расстоянии приблизительно 888 световых лет (около 272 парсеков) от Солнца. Видимая звёздная величина звезды — от +13,27m до +13,02m. Орбитальный период — около 0,2574 суток (6,1787 часов).